# Magnus Henriksen
Magnus Henriksen (? - 1161) fue un príncipe danés y luego rey de Suecia desde 1160 hasta 1161. Era hijo del príncipe Enrique Skadelår y de Ingrid Ragnvaldsdotter. Su madre pertenecía a la familia de Stenkil. Se casó con su hermanastra, Brígida, una hija ilegítima del rey Harald IV de Noruega.
Como descendiente del rey Stenkil, Magnus fue pretendiente del trono de Suecia, pero para alcanzarlo tuvo que enfrentarse a sus opositores. Se le han atribuido los asesinatos de los reyes Sverker I en 1156 y Erico el Santo en 1160. Tras la muerte de Erik, se pudo hacer con el poder por corto tiempo, pues al año siguiente (1161) fue derrotado y muerto en la batalla de Örebro por el hijo de Sverker I, Carlos Sverkersson, quien lo sucedería en el trono.